# Vindecy
Vindecy és un municipi francès, situat al departament de Saona i Loira i a la regió de Borgonya - Franc Comtat. L'any 2009 tenia 263 habitants.

## Història
| Data d'elecció                           | Identitat          | Partit | Qualitat |
| ---------------------------------------- | ------------------ | ------ | -------- |
| 1940-1959                                | Antoine Berry      |        |          |
| 1959-1971                                | Hippolyte Fournier |        |          |
| 1971-1995                                | Pierre Brivet      |        |          |
| 1995-2011                                | Lucien Charrier    |        |          |
| 2011-                                    | Lucien Demeule     |        |          |
| les dades anteriors no són pas conegudes |                    |        |          |
|                                          |                    |        |          |

## Demografia
| A partir de 1990: Població sense dobles comptes |